# Alicia Kirchner
Alicia Margarita Kirchner (sinh ngày 18 tháng 7 năm 1946) là một chính trị gia của Đảng Chính trị Argentina. Bà là chị gái của cố Tổng thống Néstor Kirchner và từng giữ chức chính phủ của ông với tư cách là Bộ trưởng Bộ Phát triển Xã hội, một vai trò mà bà giữ dưới thời Tổng thống Cristina Fernández de Kirchner, chị dâu của bà, cho đến khi kết thúc nhiệm kỳ tổng thống. Ngày 9 tháng 12 năm 2015. Vào ngày 10 tháng 12 năm 2015, bà tuyên thệ nhậm chức thống đốc tỉnh Santa Cruz.

## Tiểu sử
Kirchner làm giáo viên và nhân viên xã hội, có bằng tiến sĩ về công tác xã hội. Từ năm 1975 đến 1983, bà là thư ký phụ trách hành động xã hội tại tỉnh Santa Cruz quê hương. Từ 1987 đến 1990, cô là một bộ trưởng ở thành phố Río Gallegos, dẫn đầu về y tế công cộng, giáo dục, văn hóa, hành động xã hội, giải trí và thể thao. Trong vài tháng vào năm 1990, và một lần nữa từ năm 1991 đến năm 1995, bà giữ chức bộ trưởng tỉnh về các vấn đề xã hội, dưới quyền anh trai mình đã được bầu làm thống đốc Santa Cruz.
Bà đã từ chức năm 1995 để ứng cử Thị trưởng Río Gallegos nhưng bị thua, sau đó bà làm việc tại Thượng viện Argentina về tư vấn về giáo dục và gia đình, trở lại vị trí bộ trưởng từ năm 1997 đến 2003.
Vào tháng 5 năm 2003, Néstor Kirchner trở thành Tổng thống và bổ nhiệm em gái của mình vào nội các của mình ở một vị trí tương tự mà bà đã nắm giữ dưới quyền anh ta ở cấp tỉnh.
Vào tháng 12 năm 2005, Kirchner đã được bầu vào Thượng viện Argentina với tư cách thượng nghị sĩ của tỉnh Santa Cruz cho Mặt trận phe chiến thắng, thay thế chị dâu Cristina Fernández de Kirchner, người đứng ở tỉnh Buenos Aires. Từ ghế thượng viện của mình trong một vài tháng, bà đã điều khiển hai vấn đề phát triển xã hội quan trọng thông qua Thượng viện và được xem là vẫn giữ ảnh hưởng lớn trong Bộ.  Lưu trữ ngày 5 tháng 4 năm 2008 tại Wayback Machine Tuy nhiên, vào tháng 8 năm 2006, bà trở lại vị trí cũ trong nội các thay thế Juan Carlos Nadalich, khiến ghế thượng viện của bà bị bỏ trống trong thời gian nghỉ phép.
Kirchner được mời chào như một ứng cử viên Mặt trận Chiến thắng có khả năng trở thành thống đốc của Santa Cruz trong cuộc bầu cử năm 2007, với bộ trưởng Julio de Vido là ứng cử viên có thể khác được đề cập.  Lưu trữ ngày 20 tháng 5 năm 2008 tại Wayback Machine Việc bổ nhiệm lại chị gái của Tổng thống Kirchner vào nội các của ông đã được xem trong một số quý như là một chương trình hỗ trợ ban đầu cho bà với tư cách là ứng cử viên.  Lưu trữ ngày 3 tháng 3 năm 2016 tại Wayback Machine Cuối cùng, tuy nhiên, Kirchner vẫn là một bộ trưởng sau cuộc bầu cử năm 2007 (và Daniel Peralta trở thành thống đốc của Santa Cruz).
Vào năm 2015, Kirchner đã trở thành ứng cử viên đội trưởng của Đảng FpV một lần nữa dưới danh sách "Siempre Santa Cruz" với Pablo Gonzalez với tư cách là người bạn đời, giành được quyền thống trị với 51.797 phiếu, đánh bại đối thủ FpV "Santa Cruz Somos Todos" và các ứng cử viên khác của Đảng. Cựu tổng thống Cristina Fernandez de Kirchner và con trai Máimumo Kirchner đã bay từ Buenos Aires vào ngày 10 tháng 12 năm 2015 để tham dự buổi lễ tuyên thệ của Alicia Kirchner.
Alicia Kirchner cũng thành lập La Corriente de Liberación Nacional (KOLINA), một tổ chức hoạt động chính trị quốc gia, vào ngày 20, năm 2010.